# Kiiminki
Kiiminki (šv. Kiminge) je obec ve Finsku v provincii Severní Pohjanmaa. Obec se rozkládá na území o rozloze 339 km² (z čehož je 12,19 km² vodních ploch). Počet obyvatel obce je 11 400, hustota zalidnění 33,6 obyvatel na km². Obec je jednotně finskojazyčná.